# No Fun (gruppo musicale)
I No Fun sono un gruppo musicale punk/new wave nato a Lucca nel 1981 dalle ceneri dei Gas, gruppo proto-punk, in attività dal 1979.

## Storia del gruppo

### Gli esordi
La prima formazione dei No Fun è costituita da cinque elementi: Andy X (Andrea Casella) alla chitarra, Raga (Massimo Rabassini) e Linda (Linda Guidi) che si alternano alla voce e alle chitarre, Max Turbo (Massimo Togni) alla batteria e Johnny Metal (Giovanni Fantozzi) al basso. Nel 1981 la band esordisce al cinema Cristallo di Lido di Camaiore, dove è presente Vittore Baroni della Trax Rec. (appena fondata assieme a Piermario Ciani e Massimo Giacon) che, in seguito, richiederà un loro brano per la compilation su cassetta Videogames For The Blind (Area Condizionata). In seguito il bassista si trasferisce in Inghilterra e poco dopo anche il batterista decide di seguire altre strade.
Nel 1983 i No Fun si riformano con Grum (Gabriele Bramante) alla batteria, dopo la breve partecipazione del batterista Massimo Venga, e Galosc (Alberto Chelini) al basso che rimane solo fino al 1984 (in seguito suonerà con i Not Moving e poi con i War Dogs).
Dopo una sospensione dell'attività i No Fun, all'inizio del 1984 forti di una maggiore esperienza e padronanza del linguaggio musicale ed espressivo, si assestano sulla formazione a quattro decidendo di fare a meno del ruolo del bassista che verrà ricoperto a turno dagli altri membri: Andy alla chitarra e al basso, Linda alla chitarra, al basso e, occasionalmente, al violino, Raga al sax, al basso, al CasioTone e alle percussioni metalliche e Grum alla batteria.
Nel 1983 esce l'autoproduzione su cassetta Mongolia che viene recensita su Rockerilla e inizia ad essere autodistribuita in tutta Italia.
La canzone Mongolia (la titletrack del tape) e la bandiera della Mongolia, che sventola durante il concerto, diventano il simbolo del gruppo.

### Dopo il Rock Contest
Nel 1984 vincono la prima edizione del Rock Contest organizzato da Controradio al Tenax di Firenze. Sul palco salgono anche Andrea Martini alla macchina da scrivere (poi voce dei The Garden of Love) e Luca Ridone che anneriva con lo spray i televisori accesi che costituivano la scenografia abituale dei No Fun.
Nel 1984 esce la seconda edizione di Mongolia, che riceverà una recensione da Mucchio Selvaggio e da numerose fanzines.
Nel 1985 i No Fun suonano a Lucca come supporters dei Munju, un gruppo tedesco in tour in Italia, e poi, come spalla dei Litfiba.
Partecipano a Indipendentissimi, una rassegna di gruppi italiani durante l'Independent Music Meeting di Firenze.

Dopo questo concerto la cui registrazione costituirà parte del materiale per la nuova cassetta, Grum decide di abbandonare il gruppo. Continuerà la carriera di batterista con i Sick of Intolerance di Bielefeld (Germania) e poi con i Manimal di Roma, prima di lasciare la batteria e fondare la Wide Records.
Nel 1986 Stiv (Stefano Frassineti) sostituisce Grum alla batteria con cui suonano in vari concerti tra cui di nuovo come supporter dei Litfiba al Superficie 213 di Camaiore (LU).
Nel 1986 esce una doppia cassetta, No Escape From Ulan Bator, che contiene gran parte del materiale eseguito dai No Fun dall'84 all'86. Il nastro è prodotto da Alberto Cadeddu fondatore della fanzine Arresto Cardiaco di Cagliari.

Iniziano in questo periodo i contatti, tramite Vittorio Amodio di Urlo, con la Caleido di Taranto, che si mostra interessata a produrre un LP per il gruppo. Il 1987 si apre con un viaggio a Milano, dove i No Fun suonano al centro sociale Leoncavallo. Ai primi di febbraio il gruppo è a Taranto, dove registra 7 pezzi per il futuro LP e si esibisce al Piccolo Teatro di Ostuni.

Il disco non verrà prodotto perché la Caleido non è più in grado di finanziarlo.

### Personal War
Nel 1987 i No Fun entrano allo studio West Link di Cascina (Pisa) e, con Alessandro "Ovi" Sportelli alla consolle, registrano a proprie spese 5 brani; con questo demo i No Fun si presentano all'Independent Music Meeting di Firenze. Le reazioni sono positive e, in particolare, si interessa al lavoro una vecchia conoscenza della stampa musicale italiana: Federico Guglielmi. Al meeting i No Fun e Federico hanno un incontro con Fabrizio Biasiolo e Simone Fringuelli della Amtal Records di Firenze. La decisione finale è di produrre un miniLP (Personal War) utilizzando le registrazioni del demo. I mixaggi definitivi vengono effettuati ancora allo studio West Link, con la collaborazione di Paolo Favati dei Pankow. Poco dopo l'uscita di Personal War, i No Fun aprono la serata conclusiva di Arezzo Wave edizione 1988, intervenendo in qualità di ospiti, e presentando i nuovi pezzi.

I No Fun rimarranno in attività con continuità solo fino alla fine del 1988.

### I Konats
In questo periodo, dopo l'estate dell'88, nascono i Konats band folk demenziale formata dai quattro No Fun con l'aggiunta di Tarlo (Carlo Salvetti, già nei Dia Triba e nei The Garden of Love) alle tastiere, al basso e alla chitarra. I Konats si alterneranno ai No Fun da questo momento in poi.

Nel 1991 esce Eralora (LP - Sound City Records) e partecipano come ospiti ad Arezzo Wave, insieme ai Leningrad Cowboys.
L'anno successivo partecipano al tour italiano "Arezzo Wave on the rocks" organizzato dal management del festival con il Muscolare (Lorenzo Giannecchini, chitarrista dei Toniko Soniko) al basso in sostituzione di Linda Guidi.
Esiste una prima versione precedente di Eralora registrata solo su cassetta che non corrisponde alla versione del vinile mixata da Mauro Sabbione.

### La fase finale
Con la primavera del '92, terminata la prima avventura dei Konats, si ha l'ennesimo cambio di formazione per i No Fun che trovano un nuovo bassista: Silvio (ex Iguana) e aggiungono Tarlo (Konats) alle tastiere. Nell'arco di circa un anno si esibiranno in diversi concerti, alcuni dei quali saranno raccolti nel CD No Fun 93. Sono chiamati anche al concerto per il decennale del Rock Contest (Auditorium FLOG di Firenze).
Nel 1994 viene realizzato il demotape Tired registrato in presa diretta al Planet Sound di Firenze a cura di Stefano Lugli.

### Le reunion
Nel 2002, per l'inaugurazione del Teatro Saschall, i No Fun vengono chiamati, come vincitori del primo Rock Contest, a introdurre il concerto dei Prozac+ con Toniello (Francesco Chelini) alla chitarra (preso in prestito dagli Spice Pistols, poi in Cina con i Revolution), punk cover band in cui militano anche Raga, Carlo e Stiv.

Mel 2008 si riuniscono ancora per un evento insolito: sullo stesso palco, all'Auditorium FLOG di Firenze, si avvicendano i No Fun e i Konats, nelle formazioni originali, preceduti da un'introduzione di Sandro e Giacobbe, duo cabarettistico sulle scene da molti anni formato da Raga e Fabio Fantini (ex Edipo e il suo complesso).

Nel 2015 in occasione dell'uscita di 391 | VOL.3 TOSCANA Voyage through the deep 80s underground in Italy della Spittle Records, CD compilation di band toscane poco conosciute degli anni 80, viene fatto un concerto a Livorno al Surfer Joe, dove i No Fun vengono invitati per la presenza di Raga in altre band lucchesi oggetto della compilation (Dia Triba e The Garden of Love). Col ritorno di Linda alla chitarra si riforma la band così come era nel disco del 1986.

### La stampa
La stampa, specializzata e non, ha speso qualche parola sui No Fun soprattutto nei periodi di maggiore attività, quindi in particolare nel 1988, quando è uscito l'EP "Personal War".

Hanno parlato dei No Fun anche le maggiori fanzines che circolavano all'epoca: The Scream, VM, Stonehenge, Neoclima, Urlo, Fuochi Sotterranei, Plastica, Snowdonia. 

I No Fun compaiono inoltre nell'inserto "Il Nuovo Rock Italiano" di Fare Musica (1988), e nell'"Enciclopedia del rock italiano" (Arcana, 1993 - pag. 519) di Federico Guglielmi con Cesare Rizzi e Giordano Casiraghi.

## Discografia No Fun

### Album
- 1981 – No Fun For You (tape)
- 1983 – Mongolia I (tape)
- 1984 – Mongolia II (tape)
- 1986 – No Escape from Ulan Bator (2 tape C45, Arresto Cardiaco)
- 1988 – Personal War (Mini LP, Amtal Records/Special 1)
- 1993 – Tired (tape, Planet Sound)
- 2001 – No Fun 93 (CD: Tired + 2 Live)

### Compilation
- 1981 – Videogames For The Blind (tape, Trax Rec./Area Condizionata)
- 1985 – In The World Of Faith Fear (tape, Tribal Cabaret)
- 1986 – Arresto Cardiaco Vol. 2 (tape, Arresto Cardiaco)
- 1986 – Home-Made Music For Home-Made People Vol. 5: "Crazy But Chic" (tape, Insane Music)
- 1990 – Rock Bands Italian Compilation (tape, Stella Mars Product)
- 1999 – Proiettili: Italian Punk Waves 1977-87 (CD, Rock Impresa)
- 2013 – Noi Conquisteremo la Luna (CD, Spittle Records e Rave Up Records)
- 2013 – Italia No! Contaminazioni No Wave Italiane (1980-1985) (LP e CD, Spittle Records)

## Discografia Konats

### Album
- 1985 – Disgregazione (tape)
- 1986 – Evviva (tape)
- 1991 – Eralora (LP, Sound City Records)